# Jan Opletal
Jan Opletal (1. ledna 1915 Lhota nad Moravou – 11. listopadu 1939 Praha) byl student Lékařské fakulty Karlovy univerzity, který byl smrtelně zraněn během protinacistické demonstrace 28. října 1939.

## Život

### Dětství
Narodil se v rodině Štěpána Opletala (1870–1952) a Anny, rozené Navrátilové (1873–1945)  jako osmé dítě. Někdy je uváděno, že se Jan Opletal narodil 1. ledna 1915; datum posledního prosince 1914 údajně uvedli jeho rodiče jen proto, aby mohl dříve nastoupit do učení. Na budově Hlávkovy koleje v Jenštejnské ulici v Praze je dokonce umístěna Opletalova pamětní deska s datem narození 31. prosince 1915 a toto nesprávné datum je i v informaci z roku 1945 o udělení Československého válečného kříže.
Opletalovi byli velmi chudí. Otec neměl dlouho stálou práci. Někdy kopal písek, jindy pracoval jako polesný. Pomáhal také hajnému Müllerovi, za což si mohl brát v lese trávu pro kravku. Rodina se také živila z připachtovaného pole a prací v lese Doubravě nedaleko jejich rodného domu č. p. 34, který stál na okraji vesnice Lhota nad Moravou. Byl to malý přízemní domek postavený z vepřovic a krytý doškovou střechou.
Jan měl sedm sourozenců (Josef, Vít, Jaroslav, Anna, Marie, Anežka, Ludmila), a to že byl z nich nejmladší, jej provázelo do konce života. V období první světové války zasáhly Opletalovy opravdu zlé časy. Otec i nejstarší bratr Josef museli narukovat do války. Následně musel na frontu nastoupit i další bratr Jaroslav. Ten se však z Dalmácie nikdy nevrátil. Janův další bratr Vít se vyučil zedníkem a jeho sestry sloužily u fabrikanta Svobody ve Lhotě nebo u sedláků po okolí. Jeho poslední sestra Anežka následně zemřela ve dvou letech.
Rodina přestoupila z římskokatolické církve do nově vznikající církve československé. Podle historiků tak učinila na protest proti bohaté a nespravedlivé společnosti reprezentované touto církví. Opletalovi byli chudí a ani okolní bohatší sedláci se nechovali k chudým ohleduplně.
Již od útlého věku se snažil rodině finančně vypomoci prací. Pomáhal pro výdělek při těžbě písku z řeky Moravy, při pracích v lese a o prázdninách při společném výmlatu celé vesnice, kdy odnášel pytle s obilím do sýpek. Žil z finančních důvodů velmi prostě, chodil bos a v zimě musel nosit boty po svých starších sestrách. Stával se proto častokrát terčem posměchu. Když nebyla práce, trávil volný čas hraním si s kamarády nebo sportem, například plaváním nebo fotbalem. Měl zálibu i v rybaření. Jeho nejoblíbenějšími aktivitami byly však ty v Sokolu. Oplýval velkou fyzickou silou, kterou získal prací, a právě cvičením v Sokolu. S kamarády si vytvořili malou venkovní tělocvičnu, do níž si vyrobili nářadí z větví stromů. To nepochybně přispělo k jeho fyzické zdatnosti. Přátelé, kteří ho znali již od dětství, jej popisují jako svalnatého, šlachovitého chlapce ostříhaného do hola.

### Školní roky
Do obecné školy chodil poblíž svého rodiště v Nákle u Olomouce. Náklo je od Lhoty vzdálené tři kilometry a Jan musel tuto vzdálenost absolvovat celoročně pěšky. Do školy se musel dostavit za každého počasí, takže jej nesměl zastavit ani sníh. V zimních obdobích, když dorazili do školy dříve než začala, tak budovu obíhali, aby se zahřáli. Po ukončení obecné školy pokračoval na měšťance ve Štěpánově.

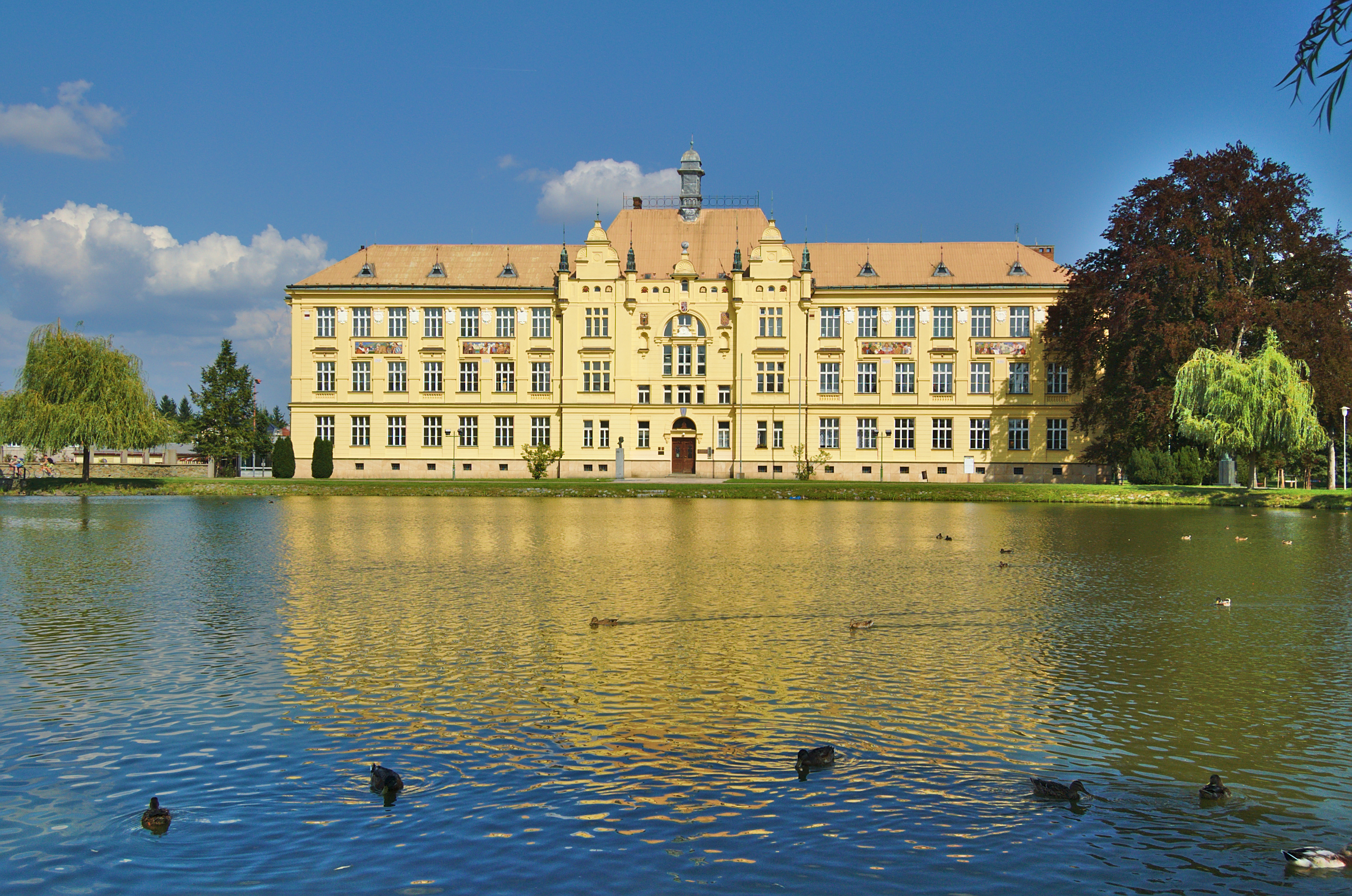
Gymnázium v Litovli

Po dokončení školy rodiče chtěli, aby začal co nejdříve pracovat. Nakonec se však na přímluvu jeho učitelů – ředitel školy v Nákle Jaroslav Pokorný a učitelé František Indrák a Ladislav Pospíšil – rozhodli zkusit jej přihlásit na reálné gymnázium v Litovli. Na gymnázium byl přijat a studoval zde v letech 1926–1934. Cesta do školy byla však obtížnější, měl hned několik možností jak se tam dostat. Buď pěšky ze Lhoty do Nákla a odtud do Litovle, což bylo více než deset kilometrů, nebo lesní cestou přes mlýn Šargoun až k litovelské papírně. Nejčastěji chodil přes Náklo, kde se připojil ke svému spolužákovi.
Velice vynikal ve sportu. Byl nepřekonatelný v lehké atletice a gymnastice. Jeho profesor tělocviku František David si jej nemohl vynachválit a říkal, že to byl jeho vůbec nejlepší student. V Sokolu jakožto dorostenec vynikal nad ostatními. Odmítal opustit nářadí, dokud se na něm nenaučil. Účastnil se i sportovního života ve škole. V kvintě byl členem házenkářského družstva. Hrával v tamní obraně. Pro své pohybové nadání byl velmi platným členem. Dokonce díky jeho pomoci dokázalo litovelské gymnázium remizovat s bývalými mistry republiky, Prostějovem.
Nevynikal však jen ve sportu, ale i ve studiu, kde byl rovněž nad všemi ostatními. Nebyl jediný předmět, který by mu nešel. Zvláště dobře zvládal francouzštinu. V septimě například četl francouzské noviny a první knihy v originále, v oktávě i básně. Ovládal taktéž perfektně matematiku, fyziku, chemii a latinu. Pomáhal komukoli s jeho domácími úkoly či doučoval spolužáky látku, kterou nepochopili. Byl dokonce tak ohleduplný, že i když byl vždy s písemnou prací hotov první, čekal, až práci odevzdá někdo jiný, aby ostatní neobíral o čas. V řešení matematických úloh byl natolik dobrý, že příklad několikrát spočítal rychleji než profesor.
V období studia na gymnáziu si velmi oblíbil literaturu. Dával sice přednost domácí literatuře, především beletrii, ale nebylo u něj vzácností spatřit Dreisera, Gogola, Thomase Manna a další. Z básníků obdivoval Wolkera, Nerudu, Vrchlického, Neumanna a Tomana.
Ze všeho na světě nebylo nic, co by nesnášel více než bezpráví. Kdykoli, když se začal nějaký silnější povyšovat nad slabšího či bohatší nad chudšího, hned běžel tomu ubožákovi pomoct. Tímto si ve třídě vybudoval značnou autoritu. Jeho smysl pro spravedlnost neplatil jen na spolužáky, platil i na kantory. Častokrát bylo vidět, že se učitelé více zajímají o studenty z bohatých rodin a ty chudší opomíjejí. Vyvrcholilo to tím, když si jeden profesor zasedl na dívku z chudších poměrů. Janovi to nedalo a začal mu to vyčítat. To mu přineslo na jednom pololetním vysvědčení dvojku z chování.
Zapojit jej do společenských aktivit nebylo velmi jednoduché. Do tanečních odmítl chodit z důvodu, že neměl společenský oblek. Učitelé mu sdělili, že stačí, když si vezme oblek, ve kterém chodí do školy, avšak i tak nesouhlasil. Na focení na tablo jej museli doslova odvléct. Takto tedy vznikla jeho nejslavnější fotografie, která se všude uveřejňuje.
Jednou z věcí, která ovlivnila budoucí průběh jeho života byla ta, že začal doučovat na přání svého profesora matematiky Marii Kafkovou. Byla to studentka stejného gymnázia, jen o několik tříd níž. Doučoval ji a stali se i dobrými přáteli.
Posledním článkem jeho studia na gymnáziu byla maturita. Maturitní práci z jazyka českého napsal 29. dubna 1934 a paní profesorka ji přijala ve 12.55 hodin. Práce obsahovala dva archy čistopisu a jeden koncept. Obdržel za ni známku velmi dobře, dnešní výbornou. Práci psal na téma, jaké problémy musí řešit mladý člověk vstupující do života. Odmaturoval 19. června 1934 s nejlepším výsledkem na reálném gymnáziu v Litovli. Z dvaceti jedna předmětů měl dvacet jedniček a jen jednu dvojku, a to z němčiny.
V budoucnu chtěl studovat medicínu. Jeho vzorem byl Pasteur a všichni ti, co bojovali proti nemocem v laboratořích. Zajímal se o chemii a biochemii. Chtěl studovat medicínu v zahraničí, aby mohl později dát své vědomosti svému národu.

### Vojenská služba
Finanční důvody Janovi nedovolily, aby mohl pokračovat dále ve studiu na vysoké škole. Jednou mu někdo řekl, že může studovat v Prostějově na letecké škole, že bude mít vše zdarma. I když to bylo úplně něco jiného než medicína, tak mu to přišlo jako dobrý nápad. Jeho naděje však skončila dříve, než mohla opravdu začít, na školu nebyl přijat. Nepřijali jej z důvodu špatného zraku. To se však Janovi nezdálo, jelikož s ním nikdy problém neměl a vážně nemocný taktéž nikdy nebyl. Zašel tedy na oční kliniku profesora MUDr. Vejdovského do Olomouce, aby se nechal vyšetřit. Výsledek byl jednoznačný, zrak měl dobrý. A tak se potvrdila jeho teorie, že do školy jsou přednostně přijímáni studenti z bohatých rodin.

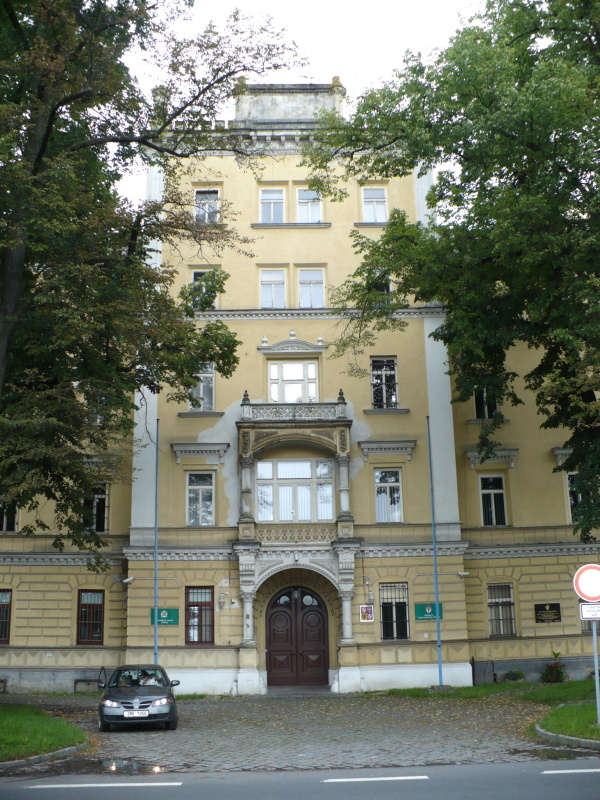
Prostřední budova vojenské akademie v Hranicích

Nastoupil do základní vojenské služby. Nebyl dvakrát nadšen, ale řekl si, že čím dříve si to odkroutí, tím dříve to bude mít za sebou. Díky maturitě byl přidělen do školy pro důstojníky v Hranicích. Věřil, že tam panuje pevná disciplína a pořádek. Ale opak byl pravdou. Důstojníci si dělali, co chtěli. Povyšovali se nad obyčejné vojáky a učili tomu i budoucí důstojníky, kteří se toho rádi účastnili. Dobrovolně tuto školu opustil s hodností četaře. Na vlastní žádost byl přeložen jako obyčejný voják. Jako obyčejný voják se dostal do slovenského Brezna, kde měl nepříjemnosti kvůli tomu, že se zastával vojáků maďarské národnosti, proto jej převeleli do Prahy. Zde sloužil jako desátník u jezdeckého pluku v ruzyňských kasárnách.
Zde se nechal zapsat na Institut français, aby se zdokonalil ve francouzštině. Zároveň začal studovat angličtinu a španělštinu. V angličtině byl po půl roce tak dobrý, že přestoupil do skupiny pokročilých. Tenkrát se dozvěděl od svých bývalých spolužáků, kteří v Praze studovali, že by se mohl pokusit přihlásit do Hlávkových kolejí. Tyto koleje byly pro studenty z chudých poměrů, kteří chtěli studovat a měli vynikající prospěch.

### Soukromý život
Opletal navázal vztah s profesorkou Marií Vlachovovou–Vaškovou. Následně se partnerkou stala gymnaziální spolužačka Jiřina Břenková. Snoubenkou se poté stala Marie Kafková, která studovala o dva ročníky níže na gymnáziu.

### Na Karlově univerzitě
Hned po skončení vojenské služby se dal Jan Opletal v roce 1936 zapsat na Lékařskou fakultu Univerzity Karlovy. Požádal o přijetí do Hlávkových kolejí. Přimluvil se za něj nákelský doktor MUDr. František Straka, který měl Opletala velmi v oblibě. Na začátku studia si musel Jan vypůjčit tři tisíce od své sestry Marie Kouřilové na různá skripta a knihy potřebné ke studiu. Jako student prokázal obrovskou trpělivost, píli a nadání. Mnohým připadalo, že studium je pro něj hračkou. Když se ostatní s učením trápili, on to hned uměl zpaměti. Obávanou zkoušku z anatomie složil úspěšně již po druhém semestru. Většinu zkoušek se rozhodl plnit již před termínem, aby měl na vše více času a nemusel se nijak zdržovat. Zajímalo jej zejména vše okolo biochemie.

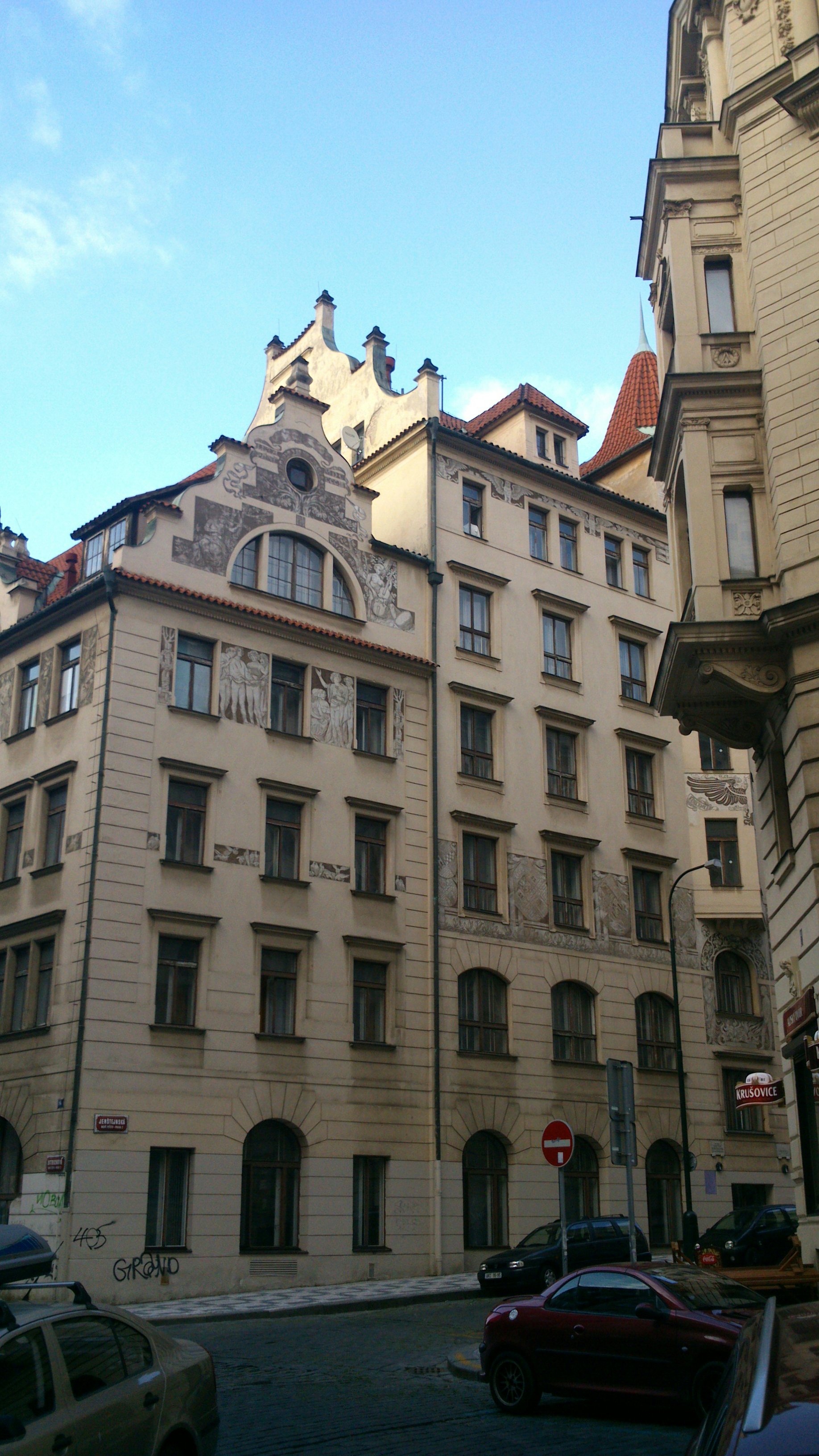
Hlávkovy koleje

Tehdy byl na lékařské fakultě nedostatek skript a učebnic v češtině. Zejména se jednalo o literaturu k fyziologii. Tato zkouška byla velmi obávaná, a proto Jan využil svých jazykových dovedností a začal překládat knihy z anglického a francouzského originálu do češtiny. Ze svých poznámek a zápisů zhotovil provizorní skripta, které obohatil o grafy, schémata a různé nákresy. Tato skripta následně byla opisována a kolovala mezi studenty. Přesto si Opletal sám musel zkoušku z fyziologie na examinátorovi přímo vybojovat, složil ji však úspěšně.
Každý rok se volila tzv. kolejní samospráva. Jan se dokonce v jednom roce stal místopředsedou samosprávy a následně i sociálním referentem, předsedou samosprávy byl zvolen Maxmilian Martischnig.

### Smrt
Dne 28. října 1939, v den výročí založení samostatného československého státu, proběhly v Praze protinacistické demonstrace a nepokoje, kterých se Opletal zúčastnil. Opletal byl v zástupu demonstrantů, jenž postupoval z Vodičkovy ulice na Karlovo náměstí. Zástup byl nucen ustupovat před skupinou německé policie nahoru na Žitnou. Dav byl asi v půlce ulice, když najednou zazněl výstřel. Neznámý muž zasáhl Jana Opletala do břicha pravděpodobně civilním revolverem. Na ulici se jej ujalo několik lidí, kteří ho dopravili do nemocnice na kliniku profesora Jiráska. Lékař, profesor Pačes ho ihned operoval a asistoval mu doktor Adámek. Po otevření pacienta doktor zjistil, že Jan má prostřelené tlusté střevo a čtyřikrát tenké. Všechny rány sešil a do malé pánve, kde byla smíchána krev se střevním obsahem, zavedl drén.
Po odvezení Opletala na pokoj dorazili do nemocnice vojáci SS. Ti pod vedením německého doktora Golly zabavili projektil a ptali se na Opletala. Po nějaké době přijely do Prahy Janova matka a sestra Marie. Staraly se o něj společně s jeho milou Manon (Marií Kafkovou). Opletalův stav se postupně zhoršoval, a to jak kvůli nemoci, tak kvůli tomu, že odmítal jíst, protože si myslel, že jej chtějí otrávit.
Zemřel následně 11. listopadu 1939 na zánět pobřišnice.

## Pohřeb a jeho důsledky

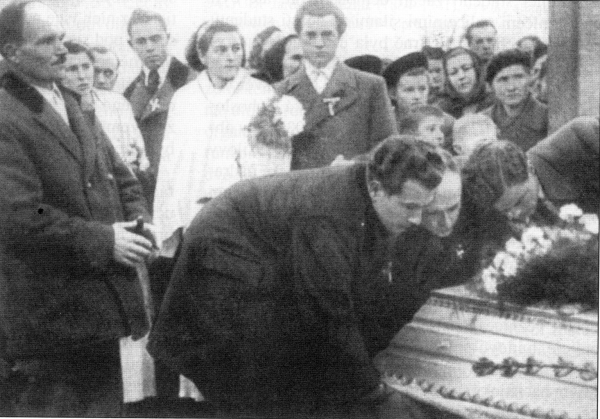
Pohřeb Jana Opletala 15. listopadu 1939

Pohřbu Opletala se 15. listopadu zúčastnily tisíce studentů a jejich setkání přerostlo v další protinacistickou demonstraci. Rodina i s rakví museli z Prahy rychle odjet zpět do Lhoty. Do Lhoty dorazilo i několik Janových kamarádů. Zde se konal klasický venkovský pohřeb s průvodem od domu Opletalových na hřbitov v Nákle. Celý tento pohřeb však probíhal pod dohledem agentů Gestapa.
Většina studentů, kteří do Lhoty dorazili, byla po návratu zpět do Prahy pozatýkána. Důsledkem těchto „demonstrací“ bylo uzavření českých vysokých škol a zatýkání českých studentů v kolejích. Toto vše provedeno říšským protektorem Konstantinem von Neurathem. Více než 1200 studentů bylo posláno do koncentračního tábora Sachsenhausen a devět studentů a funkcionářů studentských organizací bylo 17. listopadu popraveno.

## Odkaz Jana Opletala
Pro trvalou připomínku události zavření českých vysokých škol byl 17. listopad vyhlášen Mezinárodní unií studentů Mezinárodním dnem studentstva.
Jediný mezinárodní den, který vznikl na našem území.
V Nákle byl Opletalovi vystavěn pomník. V Litovli je po něm pojmenováno gymnázium – Gymnázium Jana Opletala – a také busta. Na domě jeho rodičů ve Lhotě je uložena pamětní deska.
V řadě českých měst (například v Praze, Olomouci, Brně či Poděbradech) byly po Opletalovi pojmenovány ulice. Pražská Opletalova ulice sousedí s Václavským náměstím.
Univerzita Karlova udělila v roce 1945 Opletalovi in memoriam titul MUDr.
Roku 1965 byl v Litovli poprvé organizován memoriál Jana Opletala v přespolním běhu.
Dne 17. listopadu 1989 se konal pamětní průvod, vzpomínková akce k 50. výročí uzavření českých vysokých škol nacisty. Oficiálním účelem mělo být uctění památky Jana Opletala, radikálnější části studentů mínili využít této akce také k vyjádření nespokojenosti s tehdejší společenskou situací a k volání po změně. Tyto události nastartovaly známou sametovou revoluci.
Od roku 2004 udílí Studentská komora Rady vysokých škol u příležitosti výročí úmrtí Jana Opletala pravidelně Ceny Jana Opletala.

## Vyznamenání
- Československý válečný kříž 1939, 1945 in memoriam[3]
- Řád Tomáše Garrigua Masaryka, I. třída, 1996 in memoriam

## Galerie

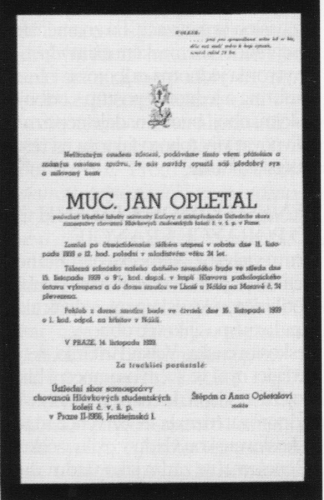
Parte Jana Opletala
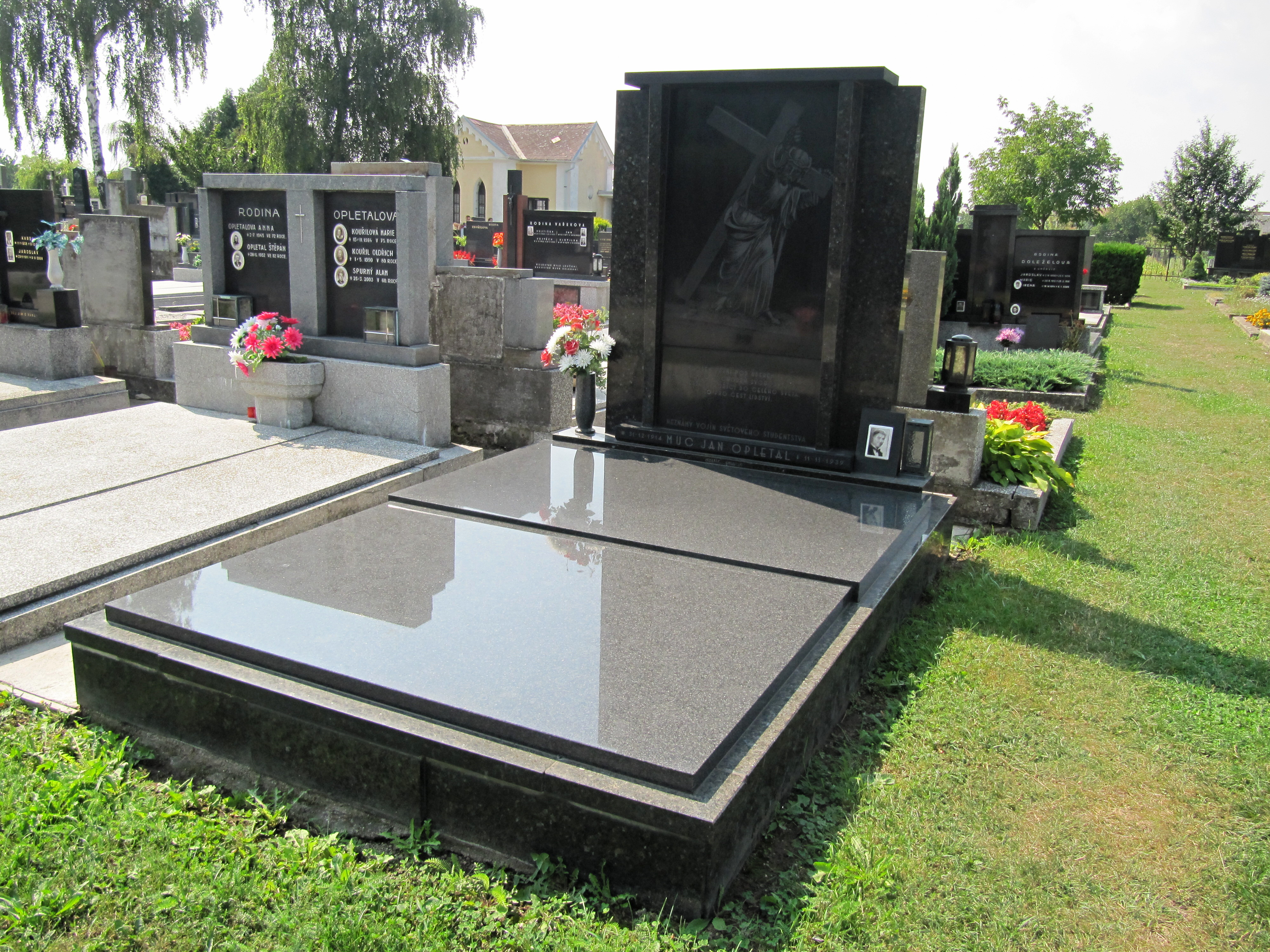
Hrob Jana Opletala v obci Náklo
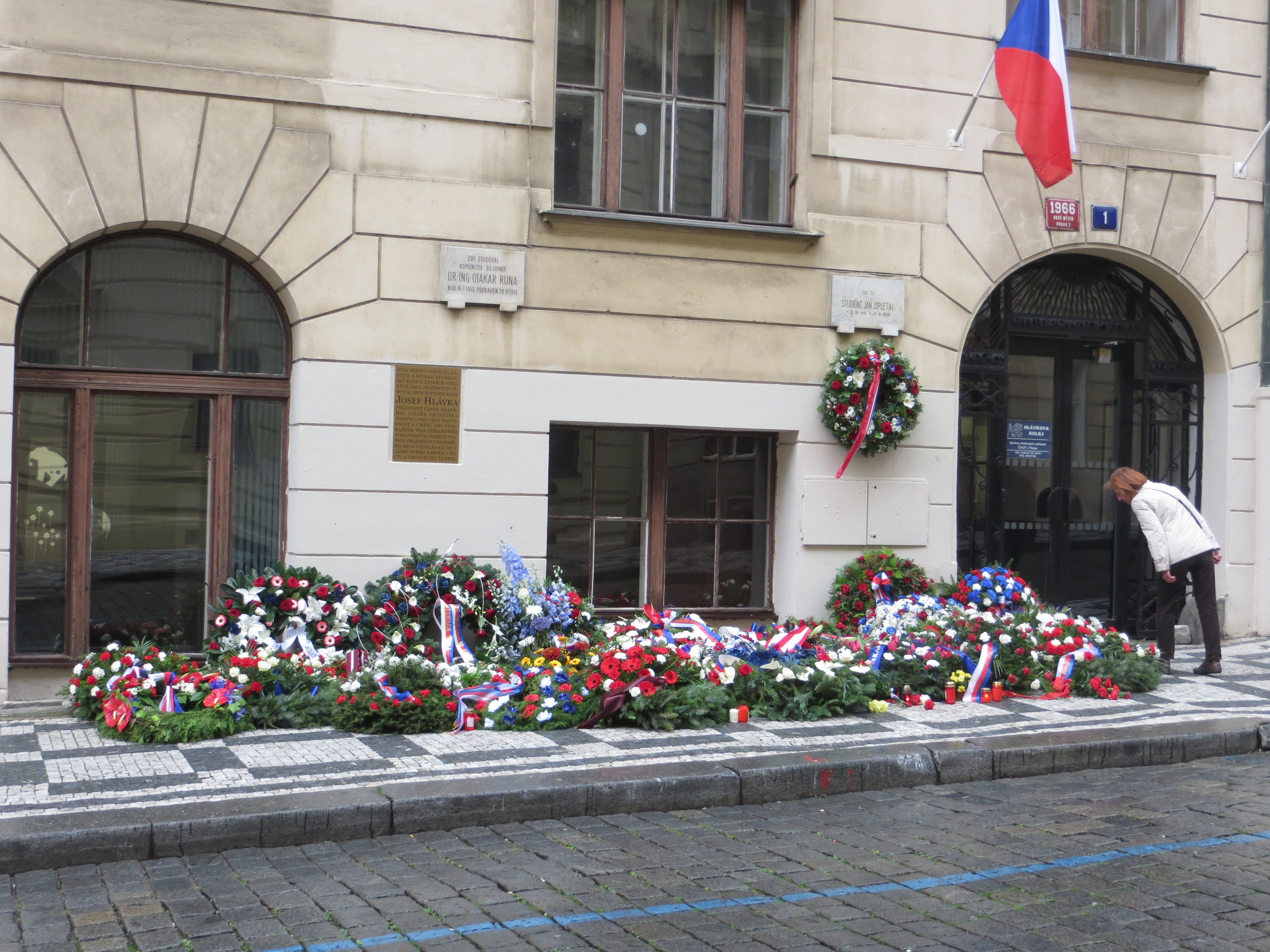
Věnce před Hlávkovou kolejí u pamětní desky Jana Opletala, 2015
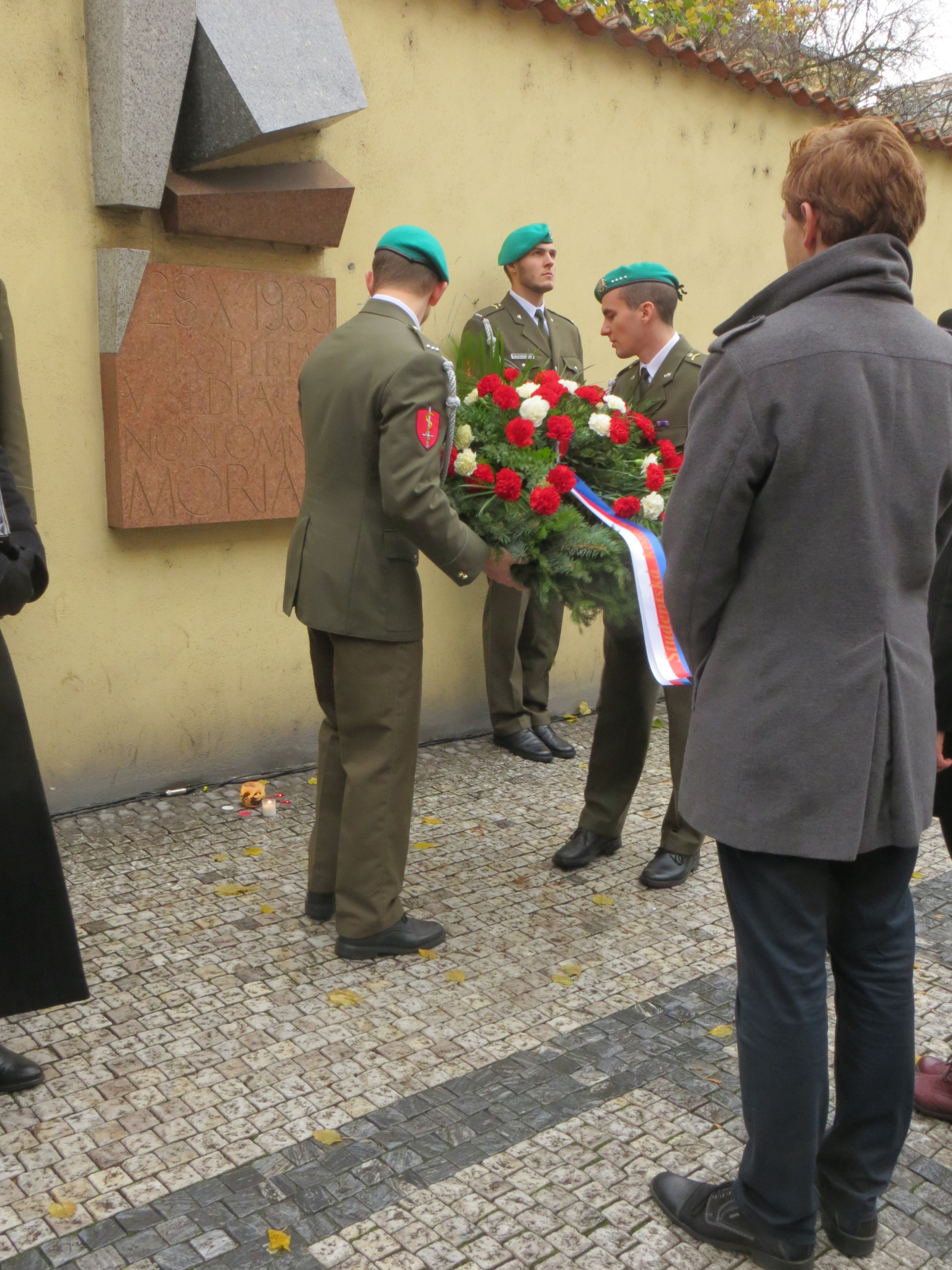
Pietní akt u pamětní desky Jana Opletala a Václava Sedláčka v Žitné ulici v Praze, 2015
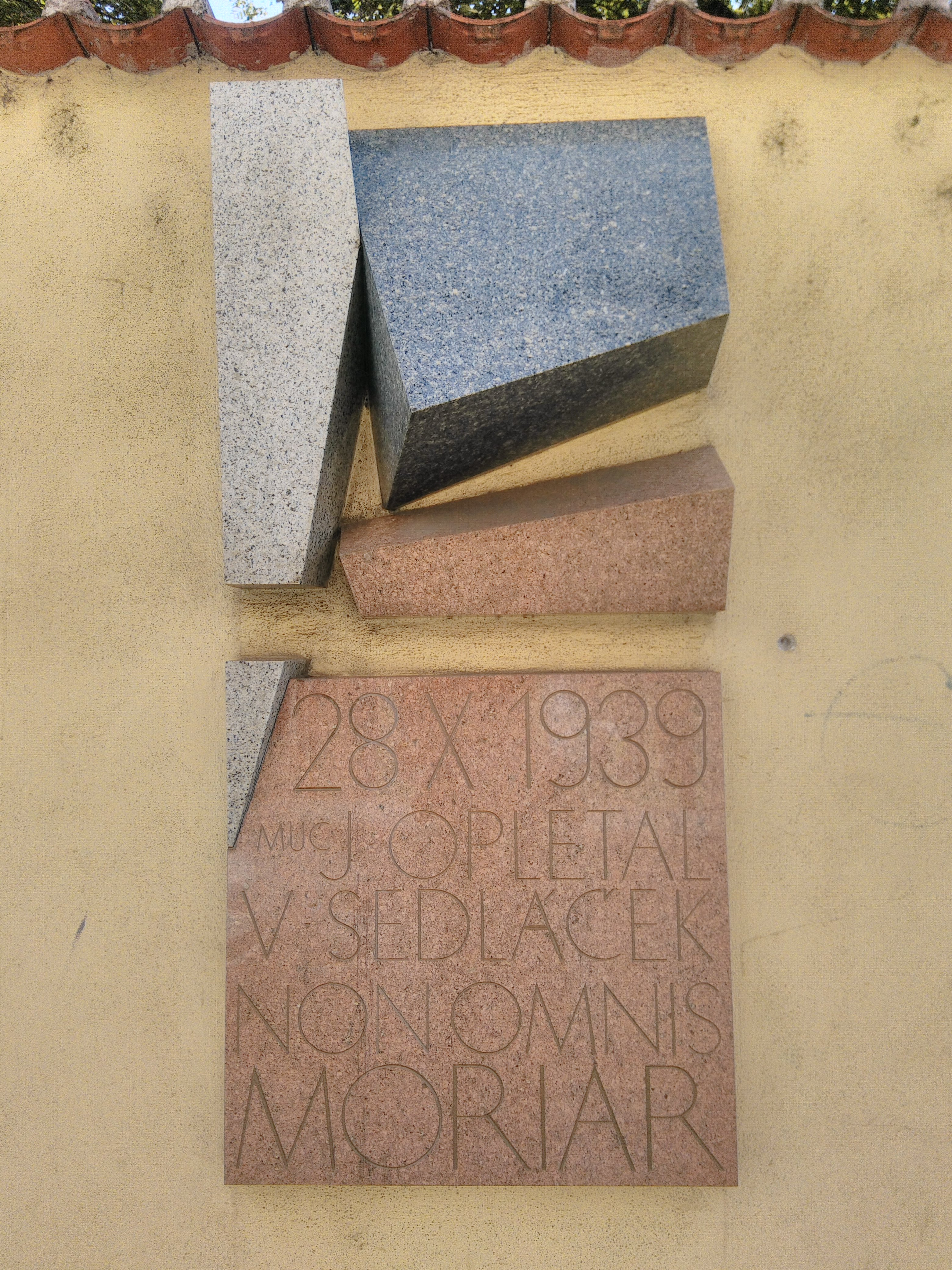
Detail pamětní desky Jana Opletala a Václava Sedláčka v pražské Žitné ulici